# Harggraben
Der Harggraben ist ein rund 0,7 Kilometer langer, linker Nebenfluss der Kainach in der Steiermark.

## Verlauf
Der Harggraben entsteht im südlichen Teil der Gemeinde Kainach bei Voitsberg, im südlichen Teil der Katastralgemeinde Kohlschwarz, nordöstlich der Kögerlsiedlung und südlich des Hofes Schießl. Er mäandert im Oberlauf nach Südwesten, ehe er nach ungefähr der Hälfte seines Laufes nach Süden abknickt und etwa 100 Meter vor seiner Mündung erneut auf einen Südwestlauf einschwenkt. Im Süden der Katastralgemeinde Kohlschwarz mündet er südöstlich des Hauptortes Kainach bei Voitsberg, südlich der Kögerlsiedlung etwa 100 Meter westlich der L341 in die Kainach, die danach geradeaus weiterfließt. Auf seinem Lauf nimmt der Harggraben von links den das Weglenzbachl sowie einen weiteren unbenannten Wasserlauf auf.